# 公民們，說土耳其語！
公民們，說土耳其語！（土耳其語：Vatandaş, Türkçe konuş!）運動為土耳其政府資助的一項倡議，旨在對1930年代及以後不講土耳其語的人施加壓力，並要求他們要在公共場合講土耳其語。政府在一些城市中還會對講土耳其語以外語言的人處以罰鍰。一些作家認為這對土耳其突厥化社會政治進程做出了重大貢獻。

## 概述
早在1911年鄂圖曼帝國時期，聯合進步委員會就決定在國內的所有學校中使用土耳其語，目的是為了讓非土耳其社區突厥化，並向土耳其人灌輸愛國主義。其透過強制使用通用土耳其語來改革國家教育體系與語言，並實現社會語言同質化。進入土耳其共和國時期後，民族主義與世俗主義乃其兩大建國之本。共和國初代領導人穆斯塔法·凯末尔希望在鄂圖曼帝國的殘餘：土耳其中建立一個民族國家（土耳其語：ulus）。凱末爾主義思想將「土耳其人」定義為「保護、促進土耳其民族的道德、精神、文化和人文價值之人」。凱末爾主義的民族身分標準（或僅限於土耳其人的標準）還包括一個共同的語言。1931年，凱末爾在阿達納的一次演講中道：
語言是一個民族最明顯、最寶貴的品質之一。一個說自己屬於土耳其民族的人，首先就應該在任何情況下都說著土耳其語。如果一個人不會說土耳其語，他聲稱自己屬於土耳其民族和土耳其文化的說法就不可能令人置信。——穆斯塔法·凱末爾·阿塔圖克

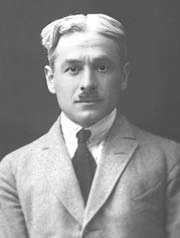
哈姆杜拉·蘇菲·坦里弗認為，如果少數民族不講土耳其語或者不接受土耳其文化，那麼他就不可能被接受為土耳其公民。

許多土耳其政治家與知識分子認為，要想獲得土耳其公民的所有權利，就必須要學習並且會說土耳其語。哈姆杜拉·蘇菲·坦里弗便是這麼一位知識分子，他特別稱如果少數民族不講土耳其語或者不接受土耳其文化，那麼期就不可能被接受為土耳其公民。因此，少數民族學校教非土耳其語的情況已經愈發稀少，而到了1932年2月，土耳其教育部規定所有非穆斯林學校必須教土耳其語、歷史與地理。這些課程還得由土耳其教育部任命的「純土耳其人」以土耳其語教授。這些「純土耳其人」老師的工資由教育部所規定，並且往往高於普通老師，繼而導致少數民族學校承擔沉重的經濟負擔。
1935年，土耳其總理伊斯麥特·伊諾努在共和人民黨第四次代表大會上發表講話時說道：「我們不會保持沉默。所有與我們生活在一起的公民都必須講土耳其語！」該運動超越了單純講土耳其語的政策，而是徹底防止、禁止講任何其他語言。

### 「公民們，說土耳其語！」行動
1928年1月13日，伊斯坦堡大學法學院學生發起了一項運動，旨在防止在人們公共場合使用土耳其語以外的語言。這些運動組織者舉著標語，並稱道：「我們不能把不會說土耳其語的人稱為土耳其人」，甚至還有人高呼「要碼說土耳其語，要碼離開土耳其！」。
隨後，運動組織者在全國各大城市張貼海報，標語寫著「公民們，說土耳其語！」，該標語隨後進一步被傳播到全國大眾媒體、新聞界與政界，貼在劇院、餐廳、飯店和渡輪上的標語皆督促所有人說土耳其語，許多人因此備受到騷擾，甚至因為使用土耳其語以外的語言而被定罪。被發現使用土耳其語以外的語言之公民者有時會被指控違反現今已經失效的土耳其刑法第159條之「侮辱土耳其人」之罪名，並以此作為法律依據。
到了1960年代，隨著相關海報與標語在全國各地張貼、懸掛，該運動再次復甦。

### 政府資助
其實早在「公民們，說土耳其語！」運動出現之前，土耳其政府便已經採取許多措施讓土耳其語成為公眾的唯一語言。1924年土耳其大國民議會在一次會議上提出一項法律，規定土耳其語為必修語言，拒絕者將被處以罰鍰。與此同時，布爾薩政府便率先採取行動，開始對在公共場合使用非土耳其語的人處以罰鍰，隨後巴勒克埃西爾與貝爾加馬也於1927年相繼跟上。
1928年，「公民們，說土耳其語！」運動發起之後，在政府的全力支持下，全國各地皆發生了逮捕行為。根據報導，在1933年的梅爾辛中，講著法語的英國公民在公共場合遭到攻擊，後來又有報導稱，數百人因在公共場合說非土耳其語而被逮捕。在一個具體案件中，M·查爾方與某位猶太商人因在鎮上的一位商人說阿拉伯語和法語而被逮捕，梅爾辛鎮長在探監後赦免了他們，兩人才得以獲釋。
很快地，全國各地都在頒布新法律。1936年，泰基爾達、呂萊布爾加茲與埃迪爾內政府通過法律，對在公共場合講非土耳其語之人處以罰鍰。此後不久，迪亞巴克爾、阿達納、安卡拉與克爾克拉雷利等城鎮也紛紛效仿。